# Gogea Mitu
Dumitru Stefanescu, conocido como Gogea Mitu (15 de septiembre de 1909 - 8 de junio de 1936), fue un boxeador profesional rumano. Aparece en la lista del Libro Guinness de los récords como el boxeador profesional más alto de la historia.

## Primeros años
Gogea fue el primero de 11 hijos de una familia pobre, que se ganaban la vida con el trabajo agrícola. Dos de los niños fueron, tocados por el gigantismo: Gogea (hijo mayor) y su hermano Tudorel (que moriría a los 7 años, cuando ya medía 1,80 m).

## Vida en el circo
Un circo en Praga muestra en las actuaciones rarezas humanas y está reclutando a jóvenes para que trabajen en él. La estatura de Gogea se notó desde la infancia, por lo que esta podría ser la razón por la cual en los años 30, un circo banco de Praga rumano del Danubio llegan al joven gigante de 17 años. Gogea entró en la caravana y se mostró en todas las capitales de Europa, actuando como una rareza humana.
Después de una temporada con el equipo de Praga, Gogea se hizo muy famoso en el circo: la famosa banda de Mónaco Globus propone Oltenian (que podría llegar a las lámparas de calle a mano) un contrato más ventajoso en términos financieramente. Su papel en las actuaciones no cambia. Gogea sigue siendo un "hombre raro", la canción de Mónaco atracción de circo. La gente paga buen dinero por una fotografía con Gogea y algunas historias afirman que podría doblar una barra de hierro forjado solamente con la fuerza de sus brazos. En ese momento Gogea mide 1.90 m y pesa 146 kg. Pronto llegaría un promotor rumano de boxeo Umberto Lancia.

## Carrera en el boxeo
Gogea Mitu fue boxeador profesional en los años 1935. Compaginando un récord de 3 victorias.

## Muerte y entierro
Al regresar de Francia en abril de 1936 a principios del verano de 1936, concretamente en junio, Gogea regresó en tren desde Paris a Bucarest. Se puso en contacto de nuevo un resfriado (probablemente de tren actual). Gogea desapareció de los medios de atención. Su enfermedad empeoró y fue hospitalizado en Bucarest. Los médicos intentaron salvarle inyectándole varias inyecciones alrededor del ombligo. Los médicos estaban a la cabecera de Gogea hasta que dio su último suspiro. El equipo de expertos hizo, todo lo posible para salvar a Gogea, pero la tuberculosis contraída en la infancia había sido fatal. Después de unos días murió, el 8 de junio de 1936 en el Hospital Militar Sanatorio, su cuerpo fue depositado en la morgue, donde se le realizaría una autopsia a petición de la familia que fue hecha por el subdirector en el IML mientras Theodor Vasiliu, una autoridad líder en el campo, entonces director de IML entre 1938 y 1956. La ceremonia fúnebre se celebró en su ciudad natal, Mârsani, donde fue enterrado.

## Exhumación del esqueleto
En los años 80 sus restos fueron exhumados a petición del Departamento de Anatomía e Historia de la Universidad de Medicina de Craiova, a iniciativa del profesor Michael Schiau: "Lo hice porque su esqueleto era un objeto precioso de estudio. Cavé con gran dificultad, porque sus seguidores se opusieron y entonces traté de tomarlo. Para la ciencia, Gogea Mitu es más útil en la Universidad que en el pozo", dijo el profesor Schiau (nacido en 1924). Desde entonces hasta ahora, el esqueleto de Gogea Mitu sirvió como material didáctico para innumerables generaciones de estudiantes de medicina. Después de varios años en el que se exhibe en el Instituto Médico Legal Museo en Bucarest, el esqueleto es devuelto a Craiova. Actualmente descansa en un nicho cubierto con doble acristalamiento y es admirado por las nuevas generaciones de medicina de Craiova.

## Récord profesional
| 3 victorias (3 nocauts) |        |                   |      |        |            |                                                    |                   |
| Res.                    | Récord | Oponente          | Tipo | Ronda  | Fecha      | Localización                                       | Notas             |
| V                       | 3-0    | Giuseppe Sanga    | KO   | 2 (10) | 09/12/1935 | Palais des Sports, París, Isla de Francia, Francia |                   |
| V                       | 2-0    | Dumitru Pavelescu | KO   | 1 (10) | 27/10/1935 | Gibb Hall, Bucarest, Bucarest-Ilfov, Rumanía       |                   |
| V                       | 1-0    | Saverio Grizzo    | KO   | 1 (10) | 07/06/1935 | Stadionul Venus, Bucarest, Bucarest-Ilfov, Rumanía | Debut profesional |